# Округ Покахонтас (Западна Вирџинија)
Округ Покахонтас (енгл. Pocahontas County) је округ у америчкој савезној држави Западна Вирџинија.

## Демографија
По попису из 2010. године број становника је 8.719, што је 412 (-4,5%) становника мање него 2000. године.
| Група             | 2000.         | 2010.         |
| Белци             | 8.948 (98,0%) | 8.480 (97,3%) |
| Афроамериканци    | 71 (0,8%)     | 60 (0,7%)     |
| Азијати           | 13 (0,1%)     | 4 (0,0%)      |
| Хиспаноамериканци | 39 (0,4%)     | 68 (0,8%)     |
| Укупно            | 9.131         | 8.719         |